# Thù hình của carbon

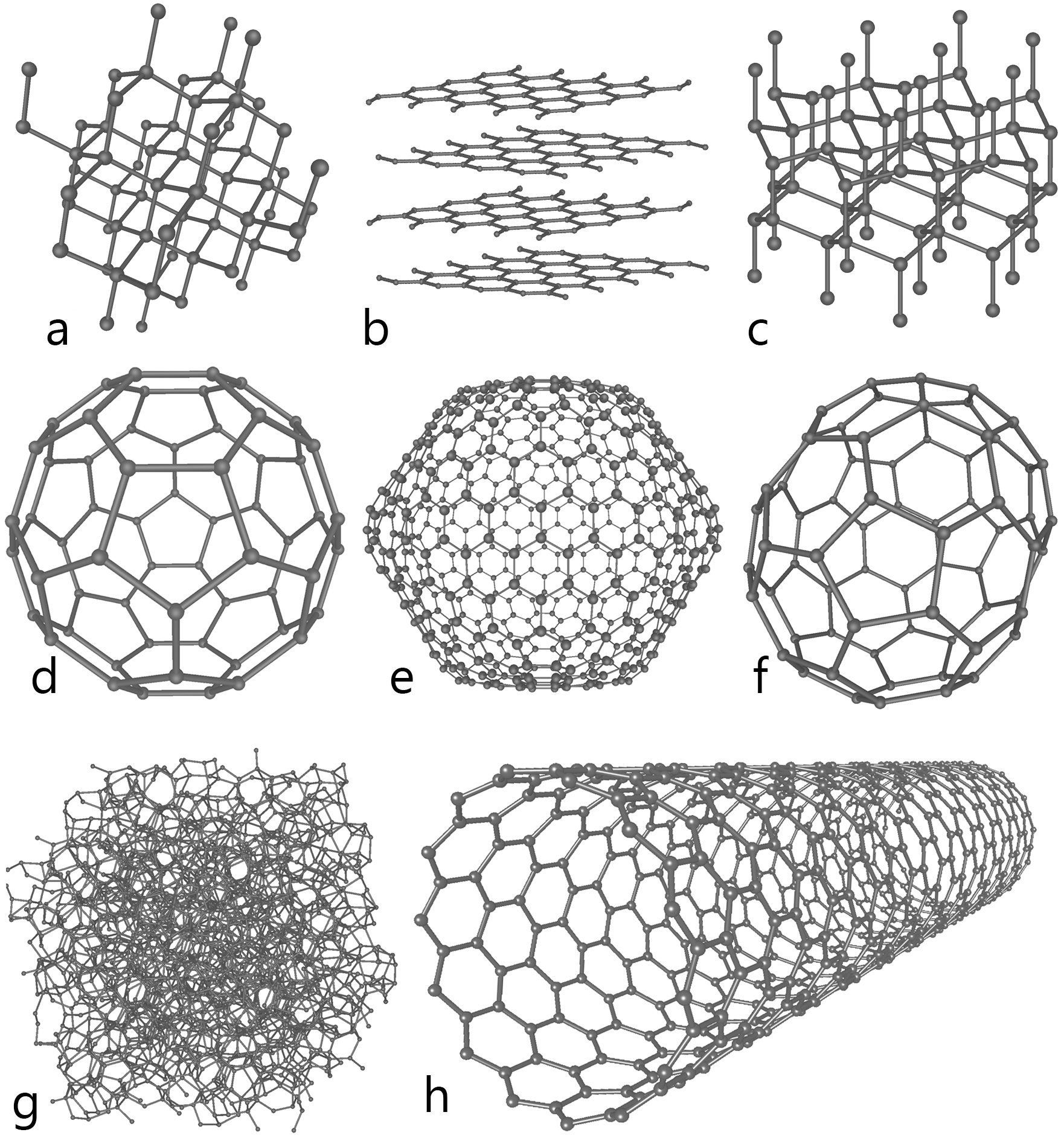
8 thù hình của carbon:
a) Kim cương,
b) Graphit,
c) Lonsdaleit,
d) C_{60} (Buckminsterfullerene hay buckyball),
e) C_{540},
f) C_{70},
g) Amorphous carbon, và
h) single-walled carbon nanotube hay ống nano carbon

Thù hình của carbon là những dạng tồn tại khác nhau của carbon, chúng khác nhau về cấu trúc mạng nguyên tử mà các nguyên tử tinh khiết có thể tạo ra. Các dạng này có những ứng dụng khác nhau trong đời sống. Một số dạng phổ biến nhất như carbon vô định hình, graphit và kim cương.

## Đặc điểm
Ở áp suất bình thường carbon có dạng của graphit, trong đó mỗi nguyên tử liên kết với 3 nguyên tử khác trong mặt phẳng tạo ra các vòng lục giác, giống như các vòng trong các hydrocarbon thơm. Có hai dạng của graphit đã biết, là alpha (lục giác) và beta (rhombohedral), cả hai có các thuộc tính vật lý giống nhau, ngoại trừ về cấu trúc tinh thể. Các loại graphit có nguồn gốc tự nhiên có thể chứa tới 30% dạng beta, trong khi graphit tổng hợp chỉ có dạng alpha. Dạng alpha có thể chuyển thành dạng beta thông qua xử lý cơ học và dạng beta chuyển ngược thành dạng alpha khi bị nung nóng trên 1000 °C.
Vì sự phi tập trung hóa của các đám mây pi, graphit có tính dẫn điện. Vật liệu vì thế là mềm và các lớp, thường xuyên bị tách ra bởi các nguyên tử khác, được giữ cùng nhau chỉ bằng các lực van der Waals, vì thế chúng dễ dàng trượt trên nhau.
Ở áp suất cực kỳ cao các nguyên tử carbon tạo thành thù hình gọi là kim cương, trong đó mỗi nguyên tử được liên kết với 4 nguyên tử khác. Kim cương có cấu trúc lập phương như silic và germani và vì độ bền của các liên kết carbon-carbon, cùng với chất đẳng điện nitride bo (BN) là những chất cứng nhất trong việc chống lại sự mài mòn. Sự chuyển hóa thành graphit ở nhiệt độ phòng là rất chậm và khong thể nhận thấy. Dưới các điều kiện khác, carbon kết tinh như là Lonsdaleit, một dạng giống như kim cương nhưng có cấu trúc lục giác.
Các fulleren có cấu trúc giống như graphit, nhưng thay vì có cấu trúc lục giác thuần túy, chúng có thể chứa 5 (hay 7) nguyên tử carbon, nó uốn cong các lớp thành các dạng hình cầu, elip hay hình trụ. Các thuộc tính của các fulleren vẫn chưa được phân tích đầy đủ. Tất cả các tên gọi của các fulleren lấy theo tên gọi của Buckminster Fuller, nhà phát triển của kiến trúc mái vòm, nó bắt chước cấu trúc của các "buckyball".
Các dạng thù hình của carbon là rất khác nhau về nhiều thuộc tính.
Giữa kim cương và graphit:
- Kim cương là cứng nhất, nhưng graphit là một trong những vật liệu mềm nhất.
- Kim cương là chất mài mòn siêu hạng, nhưng graphit là chất bôi trơn rất tốt.
- Kim cương là chất cách điện tuyệt hảo, nhưng graphit là vật liệu dẫn điện.
- Kim cương thông thường là trong suốt, nhưng graphit là mờ.
- Kim cương kết tinh trong hệ lập phương nhưng graphit kết tinh trong hệ lục giác.

Giữa carbon vô định hình và carbon ống nano:
- Carbon vô định hình là một trong những chất dễ tổng hợp nhất, nhưng carbon ống nano thì cực kỳ khó tạo ra và rất đắt tiền.
- Carbon vô định hình là hoàn toàn đẳng hướng, nhưng carbon ống nano thì lại là một trong số các vật liệu phi đẳng hướng nhất mà con người đã tạo ra.

## Kim cương
Kim cương là một dạng thù hình cứng nhất của carbon cho đến khi A.Geim và S. Novoselov tìm ra một thù hình khác của carbon là graphene. Cấu trúc: mỗi nguyên tử được liên kết với 4 nguyên tử khác theo kiểu tứ diện, tạo thành các lưới 3 chiều gồm các vòng 6 thành viên.

## Graphit
Graphit hay than chì là một trong những chất mềm nhất. Cấu trúc: mỗi nguyên tử được liên kết theo kiểu tam giác với 3 nguyên tử khác, tạo thành các lưới 2 chiều của các vòng 6 thành viên ở dạng phẳng; các tấm phẳng này liên kết lỏng lẻo với nhau.

## Carbon vô định hình
Carbon vô định hình (chất dạng thủy tinh). Cấu trúc: các nguyên tử carbon trong trạng thái phi tinh thể, không có quy luật và giống như thủy tinh.
Trong dạng vô định hình, carbon chủ yếu có cấu trúc tinh thể của graphit nhưng không liên kết lại trong dạng tinh thể lớn. Chúng chủ yếu nằm ở dạng bột và là thành phần chính của than, muội, bồ hóng, nhọ nồi và than hoạt tính.

## Graphene
Graphene là khoáng vật cứng nhất cũng như bán dẫn tốt nhất, có cấu trúc là tấm phẳng dày bằng một lớp nguyên tử của các nguyên tử cácbon với liên kết sp2 tạo thành dàn tinh thể hình tổ ong. Chiều dài liên kết carbon - carbon trong graphen khoảng 0,142 nm. Graphen là phần tử cấu trúc cơ bản của một số thù hình bao gồm than chì, ống nano carbon và fulleren. A.Geim và S.Novoselov đã phát hiện ra chất này năm 2004 và được trao giải Nobel Vật lý vì phát hiện này năm 2010.

## Các dạng khác
Một số thù hình kỳ dị khác cũng đã được tạo ra hay phát hiện ra, bao gồm các fuleren, carbon ống nano và lonsdaleit. Muội đèn bao gồm các bề mặt dạng graphit nhỏ. Các bề mặt này phân bổ ngẫu nhiên, vì thế cấu trúc tổng thể là đẳng hướng. Carbon thủy tinh là đẳng hướng và có tỷ lệ độ xốp cao. Không giống như graphit thông thường, các lớp graphit không xếp lên nhau giống như các trang sách, mà chúng có sự sắp xếp ngẫu nhiên.
- Các fuleren. Cấu trúc: Một lượng tương đối lớn các nguyên tử carbon liên kết theo kiểu tam giác, tạo thành các hình cầu rỗng (trong số đó nổi tiếng và đơn giản nhất là buckminsterfulleren).
- Ceraphit (bề mặt cực kỳ mềm). Cấu trúc chưa rõ.
- Lonsdaleit (sự sai lạc trong cấu trúc tinh thể của kim cương). Cấu trúc: Tương tự như kim cương, nhưng tạo thành lưới tinh thể lục giác.
- Carbon xốp nano (lưới cực nhẹ từ tính). Cấu trúc: lưới mật độ thấp của các bó có cấu trúc giống như graphit, trong đó các nguyên tử được liên kết theo kiểu tam giác trong các vòng 6 hay 7 thành viên.
- Carbon ống nano (các ống nhỏ). Cấu trúc: mỗi nguyên tử liên kết theo kiểu tam giác trong tấm cong để tạo thành ống trụ rỗng.

Thù hình xốp nano đã được phát hiện và nó là một vật liệu sắt từ.